# Kerpener Bruch sowie die südlich angrenzenden Freiflächen und ehemalige Abgrabungsbereiche
Koordinaten: 50° 52′ 12″ N, 6° 43′ 3″ O

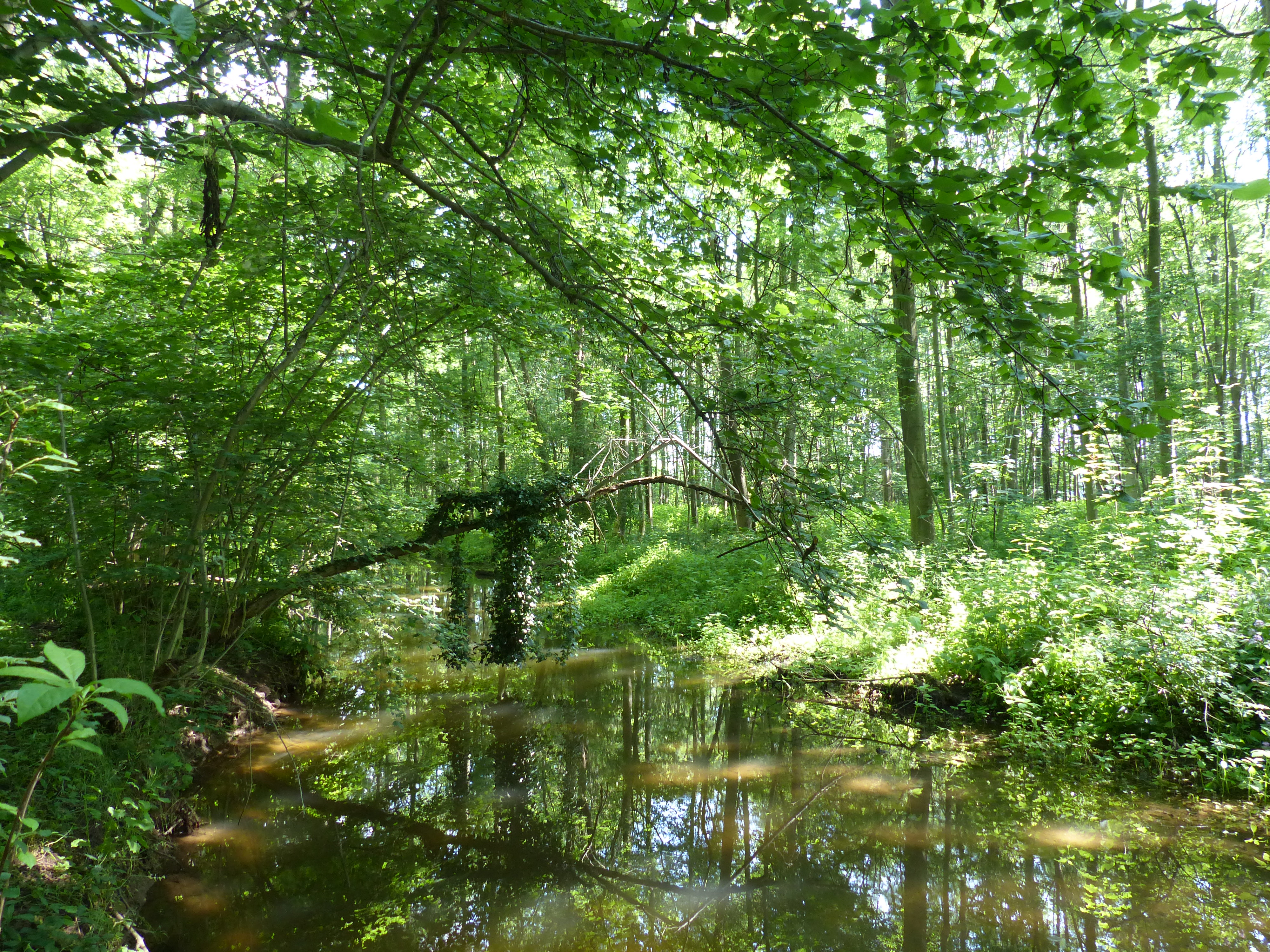
Naturschutzgebiet Kerpener Bruch sowie die südlich angrenzenden Freiflächen und ehemalige Abgrabungsbereiche (Mai 2017)

Das Naturschutzgebiet Kerpener Bruch sowie die südlich angrenzenden Freiflächen und ehemalige Abgrabungsbereiche liegt auf dem Gebiet der Stadt Kerpen im Rhein-Erft-Kreis in Nordrhein-Westfalen.
Das Gebiet erstreckt sich östlich der Kernstadt Kerpen direkt an der am westlichen Rand vorbeiführenden A 61 und direkt an der am südlichen Rand vorbeiführenden B 264. Westlich und nördlich verläuft die Landesstraße L 162, östlich verläuft die L 163. Am östlichen Rand fließt die Erft, durch das Gebiet fließt die Kleine Erft.

## Bedeutung
Für Kerpen ist seit 1956 ein 206,56 ha großes Gebiet unter der Kenn-Nummer BM-003 als Naturschutzgebiet ausgewiesen. Die Unterschutzstellung erfolgt zur Erhaltung, Entwicklung und Wiederherstellung von Lebensgemeinschaften und Biotopen bestimmter wildlebender Tier- und Pflanzenarten.